# 밀 Mi-1

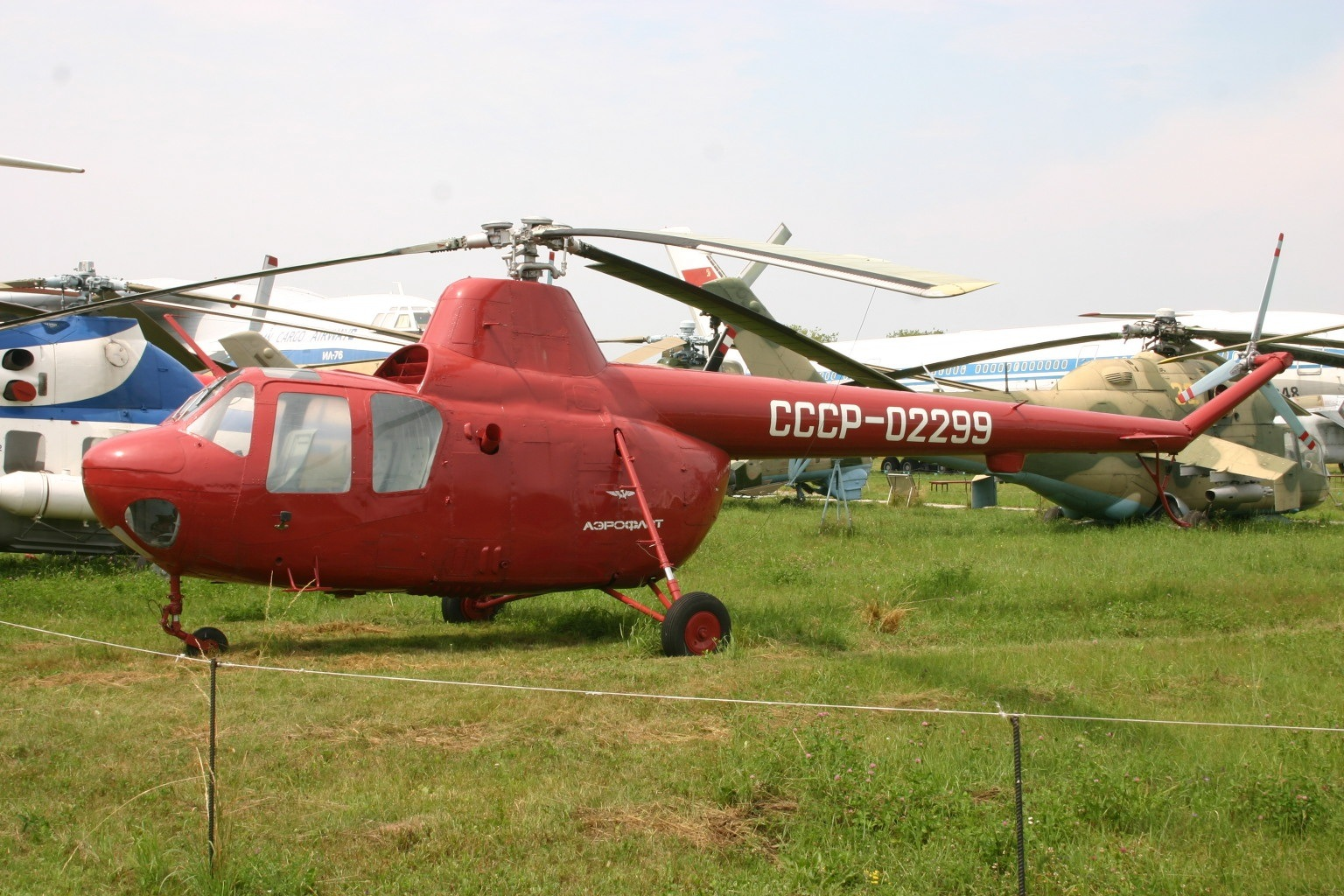
밀 Mi-1

밀 Mi-1(NATO 코드명: Hare)은 소련에서 개발된 3인승 또는 4인승 경량 헬리콥터이다. 소련의 헬리콥터 중에서 최초로 연쇄 생산에 들어간 헬리콥터로서 575 HP 입첸코 AI-26V 방사형 엔진으로 구동되었다. 1950년부터 운용되었고 1951년 소련 항공의 날에 투시노에서 처음으로 등장해 16년 동안 생산되었다. 구소련에서는 1,000개 이상이 생산되었고 폴란드에서는 SM-1 헬리콥터 1,594개가 생산되었다.

## 종류
GM-1
AI-26GR 500-550hp 방사형 엔진(Later AI-26GRF)에 의해 구동되는 밀 Mi-1 프로토타입의 원래 명칭.
Mi-1
AI-26GRF 575hp 방사형 피스톤 엔진을 탑재한 조종사와 2명의 승객을 태운 3인승 일반용 헬리콥터. 초기 생산 모델.
Mi-1T
AI-26V 방사형 피스톤 엔진을 탑재한 조종사와 2명의 승객을 태운 3인승 범용 운송 헬리콥터.
Mi-1KR(TKR)
1956년 Mi-1T를 토대로 제작된 이용한 조명 정찰 및 연락 헬기.
Mi-1NKh
Mi-1T를 토대로 한 3인승 다목적 헬기 농업용 항공기, 에어 앰뷸런스, 여객 운송, 항공 우편, 화물 운송 헬리콥터.
Mi-1A
1957년에 제작된 3인승 다목적 수송헬기 3대로서 조종사 1명, 탑승자 2명을 수용할 수 있다.
Mi-1AKR
Mi-1A를 토대로 한 야간 정찰 및 연락 헬기.
Mi-1U/TU/AU/MU
각각 기본 Mi-1, T, A 및 M 모델의 이중 제어 훈련 헬리콥터 모델.
Mi-1M
1957년에 제작된 4인승 일반용 헬리콥터로서 조종사 1명과 승객 3명을 수송할 수 있다. 실내 위로 올라간 지붕, 더 흐릿한 코 모양, 경사지지 않은 수평 하단 창문 선이 특징이다.
Mi-1M Moskvich
아에로플로트용 Civil 운송 헬리콥터, 유압 제어 장치 및 올메탈 로터가 장착된 실내 방음 성능이 개선되었다.
Mi-1MNKh
Mi-1M을 기반으로 한 4인승 다목적 헬리콥터. 농업용 항공기, 에어 앰뷸런스, 여객 운송, 항공 우편, 화물 운송 헬리콥터로 사용되었다.
Mi-1MG
포경선용 Mi-1M의 인큐베이터 장착 버전, 1958년 2회 제작.
Mi-1MRK
1960년부터 1962년까지 시험 제작된 연락용 헬리콥터의 원형.
Mi-1MU
1961년부터 시험한 무장 변종의 원형으로, 4개의 3M11 팔랑가('AT-2') 또는 6개의 9M14 말륙타("AT-3")의 대전차 미사일이 탑재되었다.
SM-1(SM-1/300)
LiT-3 방사형 피스톤 엔진으로 구동되는 폴란드식 생산 버전으로 WSK PZL-세비드니크(WSK PZL-semwidnik)가 폴란드에서 제작한 밀 Mi-1 헬리콥터이다.
SM-1/600
1957년에 제작되었으며 600시간을 운항할 수 있도록 향상되었다.
SM-1Sz
이중 제어 훈련 헬기.
SM-1W
1960년에 제작된 Mi-1M의 폴란드 버전.
SM-1Wb
1963년에 제작된 Mi-1M 버전으로 800시간을 운항할 수 있도록 향상되었다.
SM-1WS
에어 앰뷸런스 헬리콥터.
SM-1WSz
이중 제어 훈련 헬기.
SM-1WZ
농업용 헬리콥터.
PZL SM-2
폴란드에서 새로 제작된 헬리콥터로서 조종사 1명, 탑승자 4명을 수송할 수 있다.
Mi-3
4개의 블리드 메인 로터가 있는 향상된 버전. 계획된 밀 Mi-2(Mil Mi-2), 밀 Mi-3(Mil Mi-3)을 개조했다.

## 사양
- 승무원: 1명
- 용량: 승객 2명 또는 화물 255kg (561파운드)
- 길이: 12.09m (39피트 8인치)
- 로터 직경: 14.35m (47피트 1인치)
- 높이: 3.30m (10피트 10인치)
- 디스크 면적: 161.7m² (1,740 ft²)
- 자체 중량: 1,700kg (3,740 파운드)
- 적재 중량: 2,140kg (4,708 파운드)
- 최대 이륙 중량: 2,330 kg (5,126 파운드)
- 엔진: 1 × 입첸코 AI-26V 방사형 엔진, 429kW (575 HP)

### 성능
- 최대 속도: 185km/h (115mph)
- 주행 거리: 430km (268 마일)
- 실용 상승 한도: 3,500m (11,480 피트)
- 상승 속도: 5.3m/s (1,043 ft/min)
- 원판면하중: 13kg/m² (3lbs/ft²)
- 힘/질량: 0.20kW/kg (0.12lb)